# Liste der Baudenkmäler in Erlangen/O
Diese Liste ist eine Teilliste der Liste der Baudenkmäler in Erlangen. Grundlage der Liste ist die Bayerische Denkmalliste, die auf Basis des bayerischen Denkmalschutzgesetzes vom 1. Oktober 1973 erstmals erstellt wurde und seither durch das Bayerische Landesamt für Denkmalpflege geführt und aktualisiert wird. Die folgenden Angaben ersetzen nicht die rechtsverbindliche Auskunft der Denkmalschutzbehörde.
Dieser Teil der Liste beschreibt die denkmalgeschützten Objekte an folgenden Erlanger Straßen und Plätzen:
- Obere Karlstraße
- Östliche Stadtmauerstraße
- Ohmplatz
- Ohmstraße

## Obere Karlstraße
| Lage                           | Objekt                                | Beschreibung | Akten-Nr.               | Bild           |
| ------------------------------ | ------------------------------------- | --- | ----------------------- | -------------- |
| Obere Karlstraße 1 (Standort)  | Bürgerhaus                            | Zweigeschossiger Traufseitbau, Erdgeschoss Sandsteinquader, Zwerchhaus, 1718 | D-5-62-000-500 Wikidata | Bürgerhaus     |
| Obere Karlstraße 3 (Standort)  | Bürgerhaus                            | Dreigeschossig, 18. Jahrhundert, Obergeschoss nach 1829 Gartenhaus, 18. Jahrhundert | D-5-62-000-501 Wikidata | Bürgerhaus     |
| Obere Karlstraße 4 (Standort)  | Bürgerhaus                            | Zweigeschossiger Traufseitbau mit Walmdach, Erdgeschoss 1724, Backstein-Obergeschoss 19. Jahrhundert Zugehörig: rechteckiger Sandsteinquaderbau mit Holzvordach, wohl ehemaliges Mausoleum des ehemaligen Reformierten Friedhofes, bezeichnet „1810“ (?) | D-5-62-000-502 Wikidata | Bürgerhaus     |
| Obere Karlstraße 6 (Standort)  | Bürgerhaus                            | Zweigeschossiger Traufseitbau, Zwerchhaus, 1724 | D-5-62-000-503 Wikidata | Bürgerhaus     |
| Obere Karlstraße 8 (Standort)  | Bürgerhaus                            | Zweigeschossiger Walmdach-Eckbau, Sandsteinquader, erste Hälfte 19. Jahrhundert | D-5-62-000-504 Wikidata | Bürgerhaus     |
| Obere Karlstraße 10 (Standort) | Bürgerhaus                            | Zweigeschossiger Traufseitbau, 1726 | D-5-62-000-505          | weitere Bilder |
| Obere Karlstraße 14 (Standort) | Bürgerhaus                            | Zweigeschossiger Traufseitbau, Zwerchhaus, 1728 | D-5-62-000-506 Wikidata | Bürgerhaus     |
| Obere Karlstraße 16 (Standort) | Bürgerhaus                            | Zweigeschossiger Traufseitbau, erste Hälfte 18. Jahrhundert | D-5-62-000-507          | BW             |
| Obere Karlstraße 18 (Standort) | Wohnhaus                              | Zweigeschossig, Neurenaissance-Fassade, 1888 | D-5-62-000-508 Wikidata | Wohnhaus       |
| Obere Karlstraße 20 (Standort) | Bürgerhaus                            | Zweigeschossiger Traufseitbau, Sandsteinquader, 1724 | D-5-62-000-509 Wikidata | Bürgerhaus     |
| Obere Karlstraße 22 (Standort) | Ehemaliger Gasthof Stadt Braunschweig | Dreigeschossiger Traufseitbau, Sandsteinquader, gegen 1760, Obergeschoss später | D-5-62-000-510 Wikidata | weitere Bilder |
| Obere Karlstraße 24 (Standort) | Bürgerhaus                            | Dreigeschossiger Traufseitbau, Sandsteinquader verputzt, um 1759/60, oberes Geschoss frühes 19. Jahrhundert Östlicher Seitenflügel, bezeichnet „1795“, mit modernem zweiten Obergeschoss                                                                 | D-5-62-000-511 Wikidata | Bürgerhaus     |
| Obere Karlstraße 26 (Standort) | Bürgerhaus                            | Zweigeschossiger Traufseitbau, Sandsteinquader, 1733 | D-5-62-000-512          | Bürgerhaus     |
| Obere Karlstraße 30 (Standort) | Bürgerhaus                            | Zweigeschossiger Traufseitbau, Zwerchhaus, 1803. | D-5-62-000-513 Wikidata | Bürgerhaus     |
| Obere Karlstraße 32 (Standort) | Wohnhaus                              | Zweigeschossig, neubarocke Fassade, Ende 19. Jahrhundert | D-5-62-000-514 Wikidata | Wohnhaus       |
| Obere Karlstraße 34 (Standort) | Bürgerhaus                            | Zweigeschossiger Eckbau, 1728, im 19. Jahrhundert verändert | D-5-62-000-515 Wikidata | weitere Bilder |

## Östliche Stadtmauerstraße
| Lage                                    | Objekt                                                                 | Beschreibung                                                                 | Akten-Nr.      | Bild           |
| --------------------------------------- | ---------------------------------------------------------------------- | ---------------------------------------------------------------------------- | -------------- | -------------- |
| Östliche Stadtmauerstraße 32 (Standort) | Bubenreuther Haus, Verbindungshaus der Studentenverbindung Bubenruthia | Villenartiger Sandsteinquaderbau, Neurenaissance, 1888/89 von Theodor Eyrich | D-5-62-000-520 | weitere Bilder |

## Ohmplatz
| Lage                  | Objekt                            | Beschreibung | Akten-Nr.               | Bild                           |
| --------------------- | --------------------------------- | --- | ----------------------- | ------------------------------ |
| Ohmplatz 1 (Standort) | Altenheim am Ohmplatz (Altbau)    | Dreigeschossiger Walmdachbau, Treppenhausrisalit mit Vorhalle, von Oberbürgermeister Hans Flierl angeregt, bezeichnet „1932“ (eröffnet am 8. Oktober 1932) | D-5-62-000-955 Wikidata | Altenheim am Ohmplatz (Altbau) |
| Ohmplatz 2 (Standort) | Friedrich-Rückert-Schule (Altbau) | Dreigeschossige Zweiflügelanlage mit Turnhallenrisalit, Walmdachbau mit gekuppelten Fenstern, skulpiertes Portal, bezeichnet „1936“, Entwurf Oberbauamtmann Krauß; in Nachkriegszeit und 2008/09 verändert; in ehemaliger Milchtrinkhalle bemalte Kassettendecke (Die Sonne mit der Milchstraße), 1936 von Georg Prell | D-5-62-000-956 Wikidata | weitere Bilder                 |

## Ohmstraße
| Lage                   | Objekt    | Beschreibung                                                 | Akten-Nr.               | Bild      |
| ---------------------- | --------- | ------------------------------------------------------------ | ----------------------- | --------- |
| Ohmstraße 4 (Standort) | Mietshaus | Dreigeschossig, Neurenaissance, um 1890                      | D-5-62-000-521 Wikidata | Mietshaus |
| Ohmstraße 7 (Standort) | Mietshaus | Dreigeschossiger Eckbau, in historisierenden Formen, um 1890 | D-5-62-000-522 Wikidata | Mietshaus |

## Abgegangene Baudenkmäler
In diesem Abschnitt sind Objekte aufgeführt, die früher einmal in der Denkmalliste eingetragen waren, jetzt aber nicht mehr existieren, z. B. weil sie abgebrochen wurden. Aktennummern in diesem Abschnitt sind ehemalige, jetzt nicht mehr gültige Aktennummern.

| Lage                                    | Objekt           | Beschreibung                                                                      | Akten-Nr.               | Bild |
| --------------------------------------- | ---------------- | --------------------------------------------------------------------------------- | ----------------------- | ---- |
| Östliche Stadtmauerstraße 29 (Standort) | Institutsgebäude | Sandstein-/Backsteinquaderbau mit Mansarddach, 1893 von Friedrich Wilhelm Scharff | D-5-62-000-519 Wikidata | BW   |